# موريس أوسوليفان
موريس أوسوليفان (بالإنجليزية: Maurice O'Sullivan)‏ هو سياسي أسترالي، ولد في 5 أكتوبر 1892 في أستراليا، وتوفي في 25 أغسطس 1972 في سيدني في أستراليا. حزبياً، نشط في Lang Labor ‏ وحزب العمال الأسترالي. وقد انتخب عضو الجمعية التشريعية نيو ساوث ويلز.